# Cratere Appleton
Appleton è un cratere lunare di 64,59 km situato nella parte nord-occidentale della faccia nascosta della Luna.
Il cratere è dedicato al fisico britannico Edward Victor Appleton.

## Crateri correlati
Alcuni crateri minori situati in prossimità di Appleton sono convenzionalmente identificati, sulle mappe lunari, attraverso una lettera associata al nome.
| Appleton | Coordinate             | Diametro (in km) |
| -------- | ---------------------- | ---------------- |
| D        | 37°46′12″N 160°37′48″E | 39,13            |
| M        | 33°43′12″N 158°15′36″E | 25,03            |
| Q        | 34°10′48″N 155°18′36″E | 22,66            |
| R        | 36°07′48″N 156°15′00″E | 40,92            |